# Камена (село)
Камена (болг. Камена) — село в Благоевградской области Болгарии. Входит в состав общины Петрич. Находится примерно в 12 км к западу от центра города Петрич и примерно в 73 км к югу от центра города Благоевград. По данным переписи населения 2011 года, в селе  проживало 288 человек.

## Население
| Год     | 1934 | 1946 | 1956 | 1965 | 1975 | 1985 | 1992 | 2001 | 2011 |
| ------- | ---- | ---- | ---- | ---- | ---- | ---- | ---- | ---- | ---- |
| Жителей | 404  | 445  | 604  | 554  | 495  | 445  | 392  | 356  | 288  |

| Национальность | Человек | Процент |
| -------------- | ------- | ------- |
| болгары        | 190     | 91,35%  |
| турки          | 11      | 5,29%   |
| цыгане         | 7       | 3,37%   |
| Всего ответов  | 208     |         |

|  |